# Institut de physique du globe de Paris
Institut de physique du globe de Paris je francouzská instituce, věnovaná vědám. Sídlí v Paříži. Její historie začíná rokem 1921.

## Popis
IPGP je francouzská právní instituce zaměřená na podporu pokročilého výzkumu v oblasti země a planet.

## Slavní profesoři
Mezi profesory na Institut de physique du globe de Paris byly a jsou následující osobnosti:
- Jean Coulomb